# Hornoy-le-Bourg

Hornoy-le-Bourg este o comună în departamentul Somme, Franța. În 1 ianuarie 2022 avea o populație de 1.641 de locuitori.